# Albert Lefèbvre
Albert Lefèbvre (Sommethonne, 16 maart 1886 – Hasselt, 24 januari 1953) was een Belgisch componist, dirigent en klarinettist.

## Levensloop
Lefèbvre werd in 1903 lid van het 5e Linieregiment van het Belgische leger. In 1906 was hij eerste leerling-muzikant en vanaf 1910 beroepsmuzikant bij het leger. Verder studeerde hij aan het Koninklijk Vlaams Conservatorium Antwerpen en werkte als klarinettist mee in het orkest van de Koninklijke Nederlandse Schouwburg in Antwerpen. Lefèbvre studeerde klarinet bij Jozef Cootmans en harmonie bij August De Boeck. Verder studeerde hij privé contrapunt, fuga en compositie bij Karel Candael en orkestratie bij Emile Wambach. In 1912 behaalde hij het diploma als militaire kapelmeester. 
Hij werd dirigent van de militaire muziekkapel van het 15e Linieregiment. In 1925 was hij een bepaalde tijd bij de muziekkapel van het 5e Linieregiment en werd in 1927 overgeplaatst naar het 11e Linieregiment, dat gestationeerd was in Hasselt (België). Hij bleef in de functie als kapelmeester tot 1939 alhoewel hij binnen het militair meerdere malen werd bevorderd naar kapitein-commandant. In 1940 ging hij met pensioen. Lefèbvre was eveneens bezig als dirigent van civiele harmonieorkesten zoals de harmonie van Pâturages, de harmonie van de Hasseltse rederijkerskamer "De Roode Roos" en de Koninklijke Harmonie der Kolenmijnen van Beringen, die hij tot aan zijn overlijden dirigeerde. Hij was na de Tweede Wereldoorlog ook staatsinspecteur van de Limburgse muziekscholen. 
Lefèbvre bewerkte een groot aantal van klassieke werken voor harmonieorkest, maar hij is ook componist van een aantal marsen.

## Composities

### Werken voor harmonie- of fanfareorkest
- 1906 Ivresse et folies, wals
- 1939 Hasseltse Volksmarsch
- 1940 Eere tambours - Tambours de parade
- Cloche du monastère
- Eere aan het leger
- En Avant!, Pas redoublé
- Feestzang
- Hoog de harten
- Mars van het 15e Linie Regiment
- Mars van het Elfde (Linie Regiment)

### Werken voor piano
- Marguerite, wals
- Premier Rondeau, wals
- Strada, polka